# 이이 나오노리 (1694년)
이이 나오노리(일본어: 井伊直矩, 1694년 2월 1일 ~ 1742년 4월 23일)는 에도 시대 중기의 다이묘이다. 도토미 가케가와번 제4대 번주, 에치고 요이타번 초대 번주를 지냈다. 나오카쓰 계 이이 가(直勝系井伊家, 이이 헤이부노쇼유 가(井伊兵部少輔家)) 제5대 당주. 히코네번주 이이 나오오키의 4남으로 태어났다.
| 전임 이이 나오토모 | 제2대 이이 헤이부노쇼유가 당주 1705년 ~ 1731년 | 후임 이이 나오하루 |

| 전임 이이 나오토모 | 제4대 가케가와번 번주 (이이가) 1705년 ~ 1706년 | 후임 마쓰다이라 다다타카 |

| 전임 마키노 야스시게 | 제1대 요이타번 번주 (이이가) 1706년 ~ 1731년 | 후임 이이 나오하루 |